# 부이그 텔레콤
부이그 텔레콤 S.A.(Bouygues Telecom S.A., fr)는 프랑스의 휴대 전화, 인터넷 서비스 제공자 및 IPTV 회사로, 부이그 그룹의 일부이다. 이 회사는 오랑주와 SFR, 그리고 프리 모바일 이전에 프랑스에서 세 번째로 오래된 이동 통신망 사업자이며, 2G GSM, 3G UMTS, 4G LTE 및 5G NR 서비스를 제공한다. 아르키텍토니카가 설계하고 2011년에 개장한 본사는 센강 근처 파리와 이시레물리노 경계에 위치한다.

## 역사

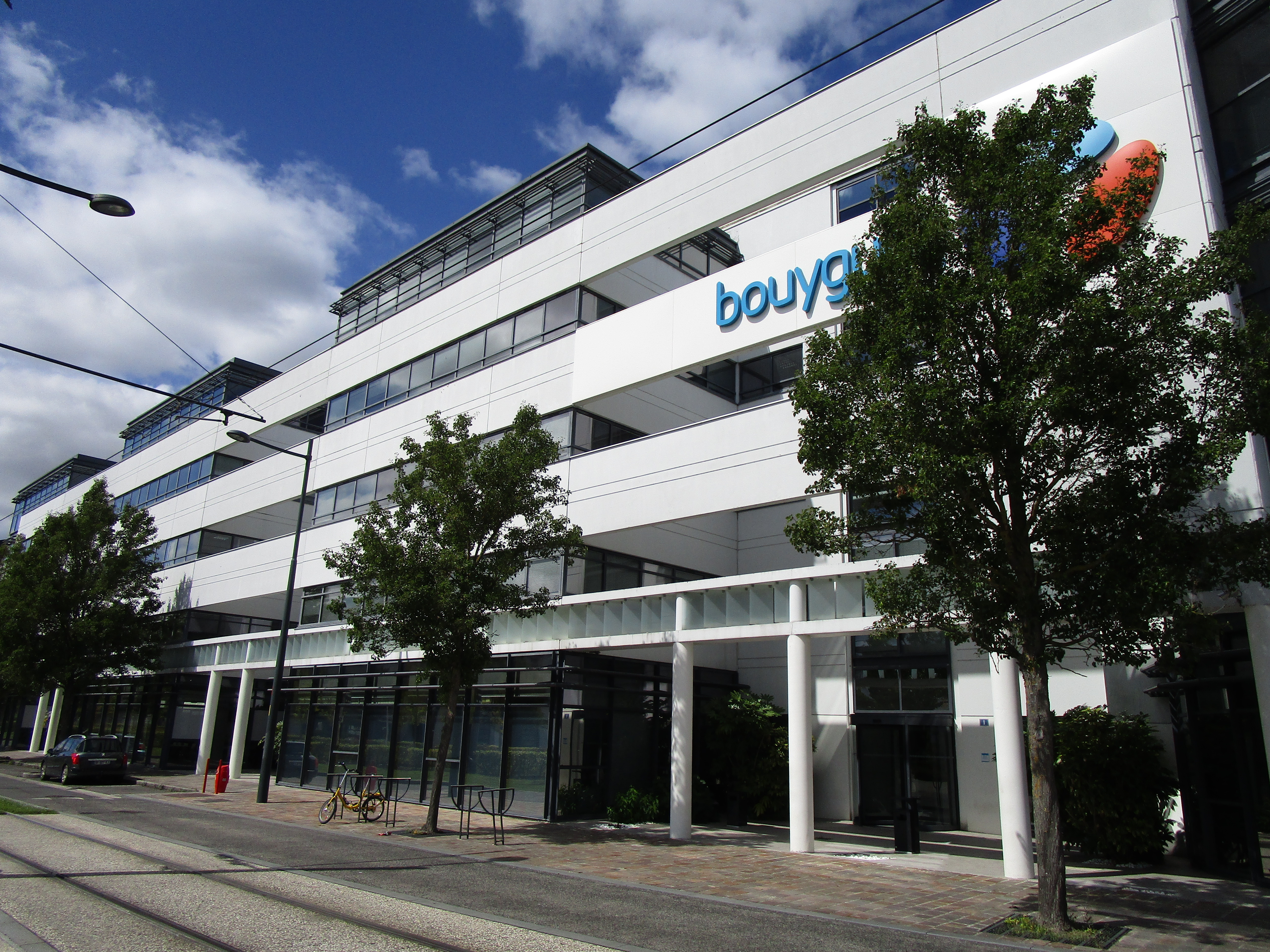
투르 지점 사무실

부이그 텔레콤은 1994년 12월 4일 프랑스 정부로부터 프랑스의 세 번째 GSM 휴대폰 네트워크를 구축하고 운영할 수 있는 권한을 부여받았으며, 1996년 5월 30일 상업적으로 네트워크를 출시했다. 오랑주와 SFR에 비해 초기 커버리지 약점을 보완하기 위해 부이그 텔레콤은 여러 혁신을 개발했다.
- 도시 지역에서 더 효율적인 1800 MHz 주파수 대역의 집중 사용;
- 1996년 5월 첫 콤보 패키지 출시;
- 1996년 프랑스 최초의 SMS 서비스 출시 (초기에는 가입자 간에만 가능했으며 1997년까지는 요금이 부과되지 않음);
- 1997년 1월 15일부터 모든 패키지에 무료 통화 녹음 기능 포함;
- 1997년 말 발신자 ID 출시, 몇 달 후 경쟁사들도 출시;
- 1999년 11월 "밀레니엄" 패키지 출시, 주말 무제한 통화를 제공하는 프랑스 최초의 패키지;
- 2000년 3월 "스팟" 요금제 출시, 통화 중 광고 메시지 대신 몇 분의 무료 통화 시간을 제공;
- 2006년 프랑스 최초의 모든 통신사 무제한 야간 통화 요금제 출시[2]

2001년까지 부이그 텔레콤의 시장 점유율은 약 17%에 달했다. 같은 해, 부이그 텔레콤은 NTT 도코모와 잠재적인 파트너십 및 후자의 I-모드 모바일 인터넷 서비스를 제공할 권리에 대해 협상했지만, 최종적으로 성사되지 않았다.
2005년 3월, 부이그 텔레콤은 오랑주 및 TPS와 협력하여 프랑스에서 첫 DVB-H 시험을 수행했다. 부이그 텔레콤은 이후 2005년 5월 자사 모바일 네트워크에 EDGE를 출시했다.
2009년 5월 25일, 부이그 텔레콤은 Bbox라고 불리는 결합 인터넷 모뎀 및 셋톱박스를 사용하여 프랑스 최초의 융합형 쿼드러플 플레이 서비스인 "ideo"를 출시했다. 이 아이디어는 이후 오랑주, SFR, 프리 모바일에 의해 빠르게 모방되었다. 2010년 10월 22일, Bbox 서비스는 뉴메리케이블과의 협력을 통해 광섬유 인터넷을 포함하도록 확장되었다.
2011년 7월 18일, 부이그 텔레콤은 저가형 플랭커 브랜드인 B&YOU를 출시하여 고정 계약 없이 온라인으로 후불 요금제를 제공했다.
2016년 1월, 부이그 텔레콤은 이동 통신사 오랑주의 인수에 대한 협상 대상이 되었으나, 진행되지 않았다.
2020년 6월, 부이그 텔레콤은 NRJ 모바일, 오샹 텔레콤, 시디스카운트 모바일, CIC 모바일, 크레디 뮤추얼 모바일의 MVNE인 유로-인포메이션 텔레콤을 인수했으며, 이후 2021년 초에 후자를 부이그 텔레콤 비즈니스 – 유통으로 개명했다.

## 법적 문제

### 독점 금지 소송
2005년, 부이그 텔레콤은 오랑주 및 SFR과 함께 프랑스 경쟁 당국에 의해 1997년부터 2003년까지 기밀 정보를 공유하여 소비자 및 경제에 반하는 행위를 했다고 판결받았다. 세 회사는 총 5억 3천 5백만 유로의 벌금을 공동으로 부과받았다. 2007년 11월, 부이그 텔레콤은 판결 취소를 요청하며 법원에 제소했다.

### 장비 제거 명령
2009년 2월, 회사는 건강에 미치는 영향에 대한 불확실성 때문에 휴대 전화 기지국을 철거하라는 명령을 받았다. 론 주 샤르보니에르 코뮌 주민들은 19미터 높이의 안테나에서 방출되는 방사선으로 인해 건강에 해로운 영향이 있다고 주장하며 회사를 고소했다. 베르사유 항소법원의 획기적인 판결은 이러한 방사선에 대한 안전 한도를 평가하는 데 있어 여러 국가 간의 극심한 차이를 강조함으로써 이러한 경우에 통상적인 입증 책임을 뒤집었다. 법원은 "위험의 현실성이 가설적이지만, 토론에서 제시된 기여와 과학 출판물, 그리고 다양한 국가에서 취한 상이한 입법적 입장을 읽어보면 중계 안테나에서 방출되는 파동에 대한 노출의 무해성에 대한 불확실성이 지속되며 심각하고 합리적인 것으로 간주될 수 있다는 것이 분명해진다"고 진술했다.

## 자전거 경주팀
이들은 2005년부터 2010년까지 Bbox 부이그 텔레콤 자전거 경주팀을 후원했다.